# Linz am Rhein
Pour les articles homonymes, voir Linz (homonymie).

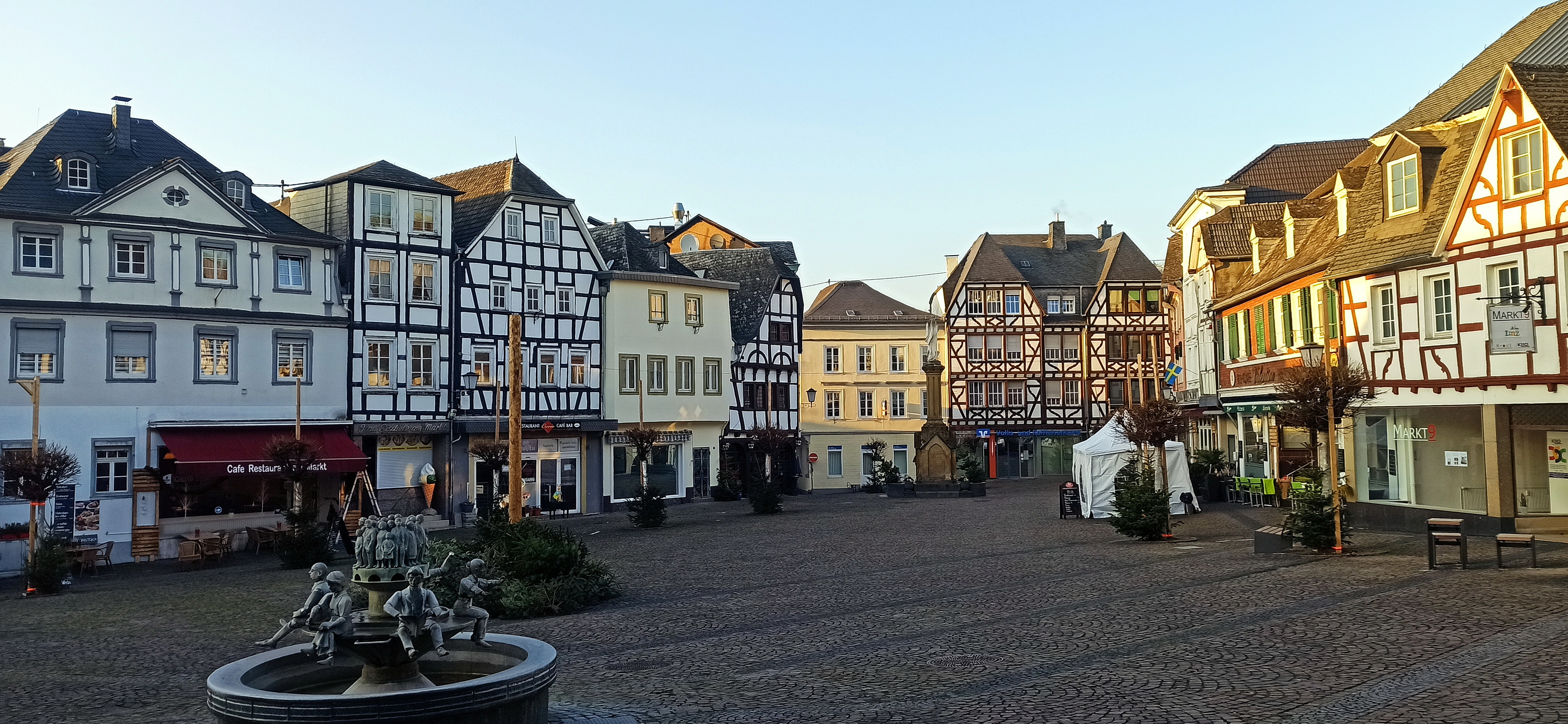
Linz/Rhein, place du marché en janvier 2022

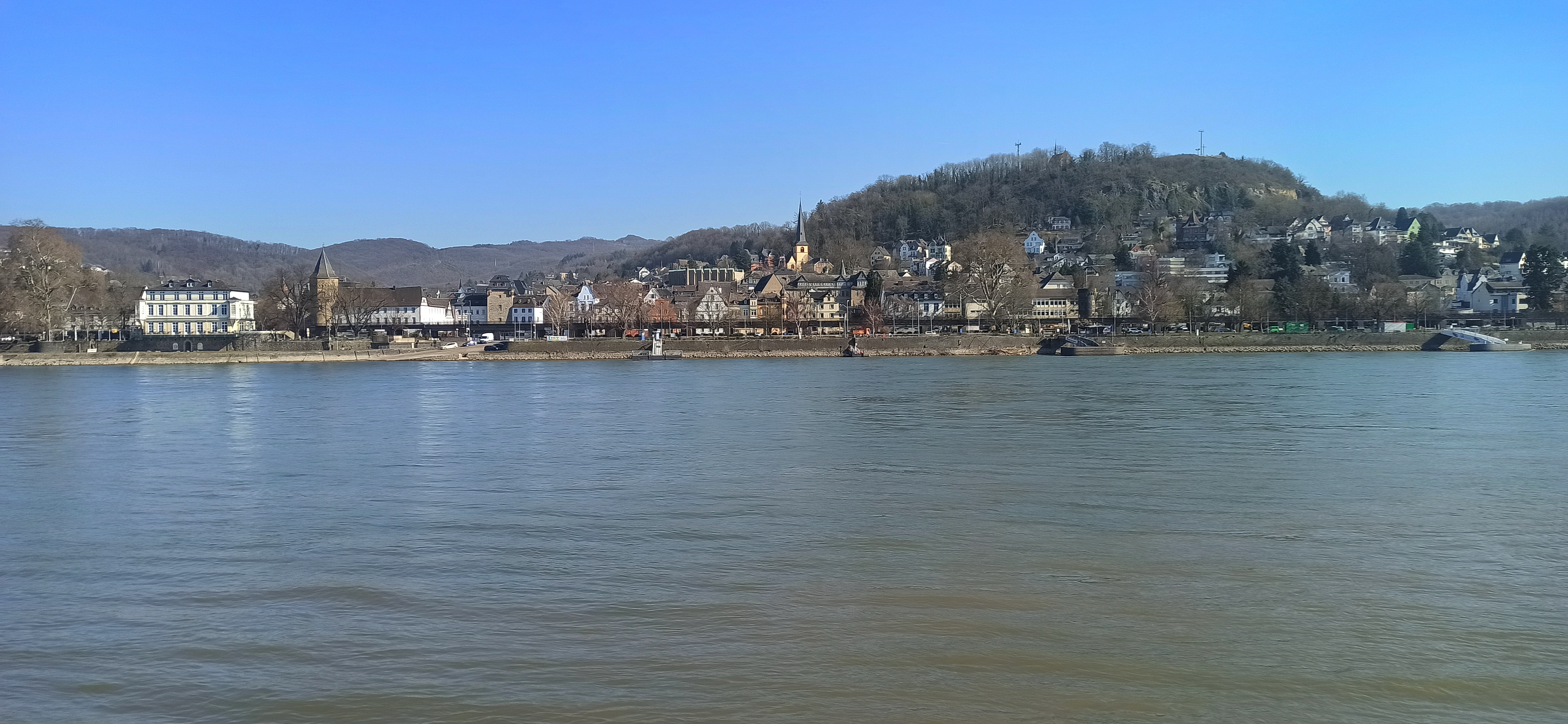
Linz/Rhein, vue depuis Kripp le 03 mars 2022

Linz am Rhein (Linz sur le Rhin), est une commune dans l'arrondissement de Neuwied, en Rhénanie-Palatinat, en Allemagne. Elle est située sur la rive droite du Rhin, près de Remagen, à environ 25 km au sud-est de Bonn. Elle compte environ 6 000 habitants.
Linz est le siège de la Verbandsgemeinde (commune fusionnée) de Linz am Rhein.
La ville est également une destination prisée des touristes, en raison de son emplacement près du Rhin et de ses maisons en pans de bois colorées.

## Géographie
Linz est situé au bord du Rhin, au kilomètre 629, au nord de la région du Rhin moyen allemand, dans le parc naturel du Rhein-Westerwald, en face de l’embouchure de l’Ahr, affluent du Rhin, à distance égale environ, de Cologne au nord et de Coblence au sud. Au sud-est du territoire communal s’élève la colline du Kaiserberg, surplombant le fleuve à une altitude de 174 m. La partie urbanisée est étalée sur une altitude de 55 à 160 m. Vers le sud, le long de la route fédérale B42, la ville touche directement le quartier de Wallen qui fait partie de la localité de Dattenberg.
Du point de vue géologique, la partie ouest du territoire, celle qui longe le Rhin appartient à l’ouverture de vallée, appelée « Linz-Hönninger Talweitung ». La section centrale, beaucoup plus large, se situe sur les « terrasses de Linz », alors que le nord et l’est font partie de la dorsale volcanique du Rhin-Westerwald. Cette dernière partie du territoire communal comprend ce qui est communément appelé « Linzer Höhe » (les hauteurs de Linz) à la limite du Basse-Westerwald.
Le bourg de Kretzhaus, sur les hauteurs de Linz, se situant à la limite du Westerwald, fait administrativement partie de la ville. En dehors de la ville centrale en vallée du Rhin, il y a également le lotissement de Roniger Hof ainsi que le bourg de Stuxhof (touchant la localité de Erl qui fait partie de Kasbach-Ohlenberg). Le quartier de Linzhausen à l’entrée nord de la ville, a été intégré en 1912 et fait aujourd’hui partie intégrante de la ville. Les autres lieux et hameaux de Linz sont :  Berkenhof, château d'Ockenfels, Dickert, Domäne Frühscheid, Peterhof, château de Rennenberg, Schmitzhöhe et Wiesentaler Hof.
Le mont du Meerberg (de) (aussi appelé Düstemich) est l’endroit culminant du territoire communal, avec 429 m d'altitude. Le sommet faisait initialement 448 m, avant son exploitation par une carrière basaltique, aujourd’hui désaffectée. D’autres anciennes carrières se trouvaient également sur le Minderberg (aujourd’hui environ 405 m) ainsi que sur le Hummelsberg qui se trouve à seulement 3 km du centre-ville. L’altitude de ce dernier est aujourd’hui de 407 m, alors qu’il culminait jadis à 441 m, et formait alors un point marquant le paysage de la ville.
Les vallées latérales du territoire fortement accidenté de la ville ont été formées, entre autres, par les ruisseaux suivants : Sternerbach, Rennenberger Bach, Losbach et Alwiesbach.

## Histoire
La ville de Linz est mentionnée pour la première fois dans un document officiel datant de 874. Elle portait alors le nom de «Lincesce».
Entre 1206 et 1214, l'église paroissiale Saint-Martin était érigée au sommet de la ville d'alors. Une ancienne église, située au même endroit, avait été détruite au cours des conflits opposant Otton IV et Philippe de Souabe en 1198. Au cours de la reconstruction en 1981, des vestiges de pierres tombales et des fondations de l'ancienne église ont été retrouvées.
Une importante décision définissant le destin de Linz a été prise vers la fin du Moyen Âge. En effet, Linz a obtenu officiellement le statut de ville pendant le règne de Henri II de Virnebourg, archevêque prince de Cologne entre 1304 et 1332. Peu après, le château fort de «Burg Linz» a été érigé.
En 1391, un incendie a détruit les deux-tiers de la ville.
Vers la fin du XVe siècle, dans une situation de révolte (entre autres liée aux droits de péage octroyés par des villes du Rhin, dont Linz, sur le trafic fluvial), la ville de Linz choisit le camp de Charles de Valois-Bourgogne, dit Charles le Hardi (ou Charles le Téméraire) qui avait assiégé la ville de Neuss, entrepris dans le but d'assurer un protectorat bourguignon sur l'électorat de Cologne et toute la partie basse de la vallée du Rhin.
Par la suite, en 1475, les troupes du Saint-Empire romain germanique sous l’empereur Frédéric III ont assiégé, puis envahi Linz dont les fortifications n’ont pas pu retenir ce grand nombre d’envahisseurs qui venaient du côté des montagnes, comme du côté fluvial. Une partie des troupes de Charles de Valois-Bourgogne, envoyées en renfort depuis Neuss, arriva trop tard. Grâce à la capitulation immédiate de Linz, l'étendue des pillages et dommages dans la ville a pu être limité. 
L'hôtel de ville, un des principaux attraits de Linz, a été érigé en 1517.

En 1815, la région a été intégrée au royaume de Prusse pour ensuite faire partie de la province rhénane. En 1816, Linz a été déclarée chef-lieu (Kreisstadt). Cet état a été révoqué en 1822 et Linz a été intégrée dans l'arrondissement de Neuwied.

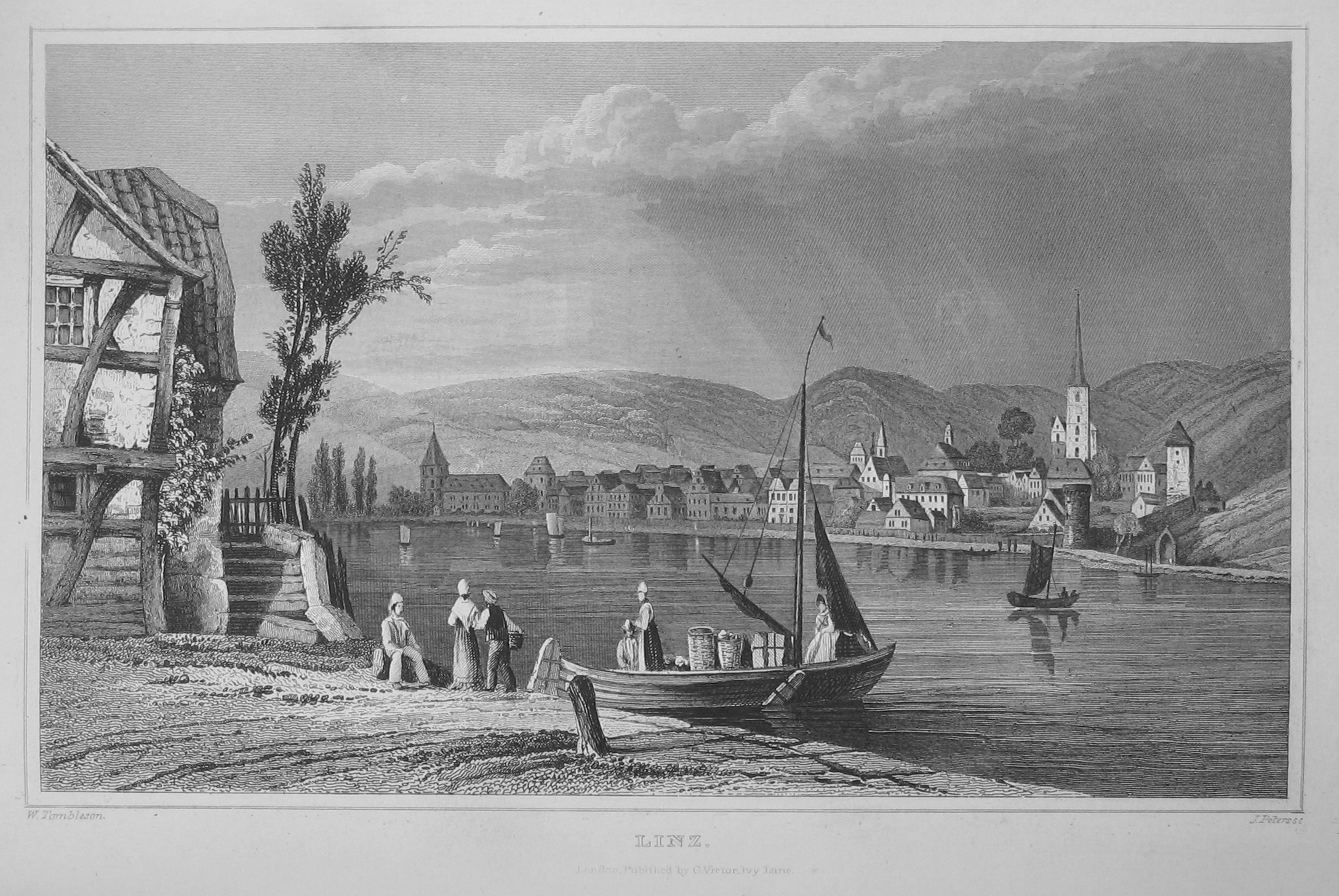
Vue sur Linz vers 1840, gravure sur acier de William Tombleson

En 1946, après la Seconde Guerre mondiale, la ville de Linz a été intégrée au Land de Rhénanie-Palatinat.
 
Dans les années 1970, la ville a pris de l'expansion grâce au nouveau lotissement Roniger Hof. En 1979, un nouvel hôpital a été inauguré sur les hauteurs de Linz.

## Quelques monuments historiques

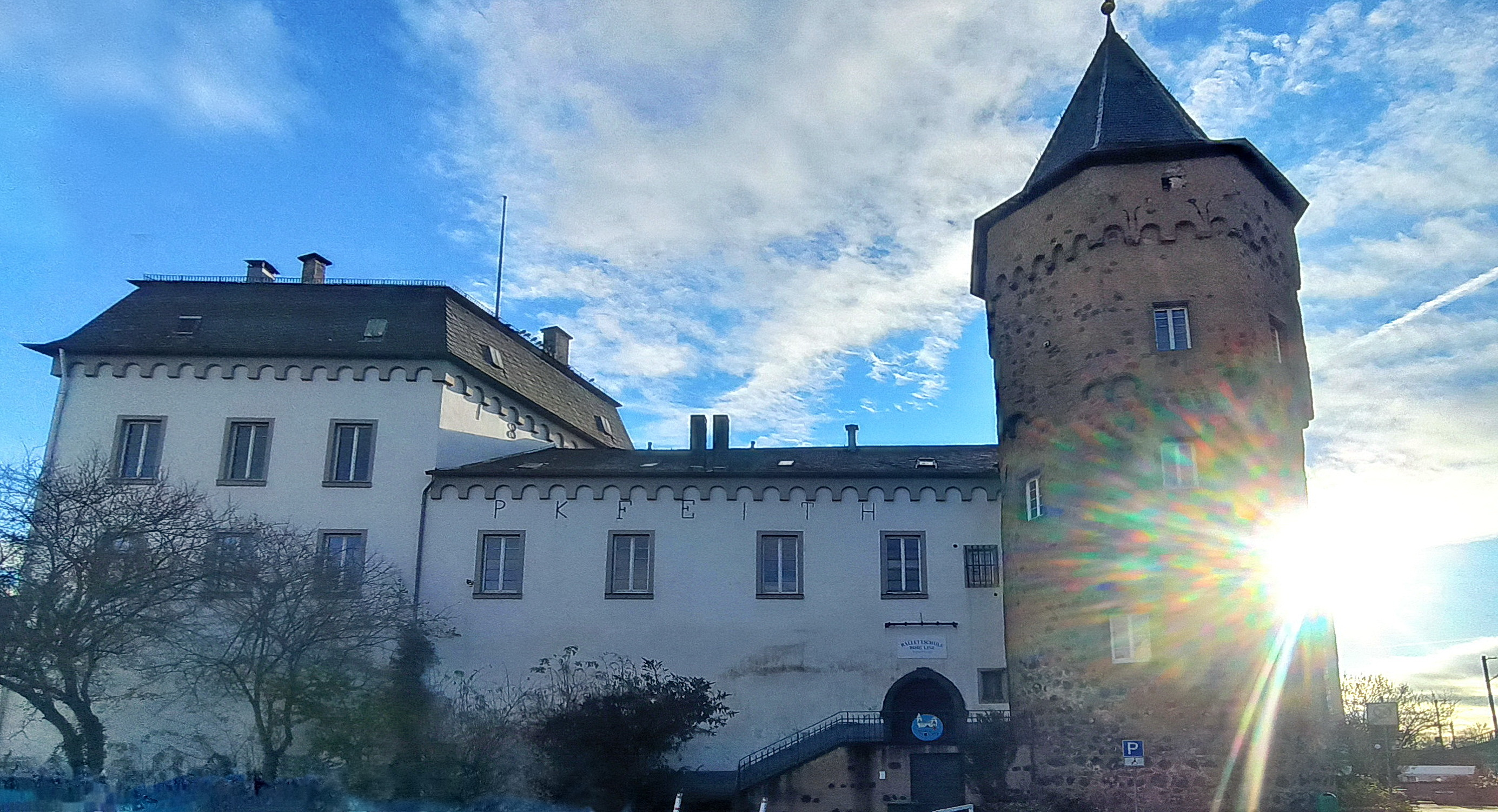
Château fort de Linz vu depuis le nord

À cause de ses nombreuses maisons à pans de bois colorées, la ville est fréquemment désignée comme « Bunte Stadt am Rhein » (ville colorée du Rhin).
- Hôtel de ville, construit entre 1517 et 1527
- Église Saint-Martin de Linz sur Rhin, construite à partir de 1206, consacrée en 1214, fresques murales datant du XIIIe et du XVIe siècle.

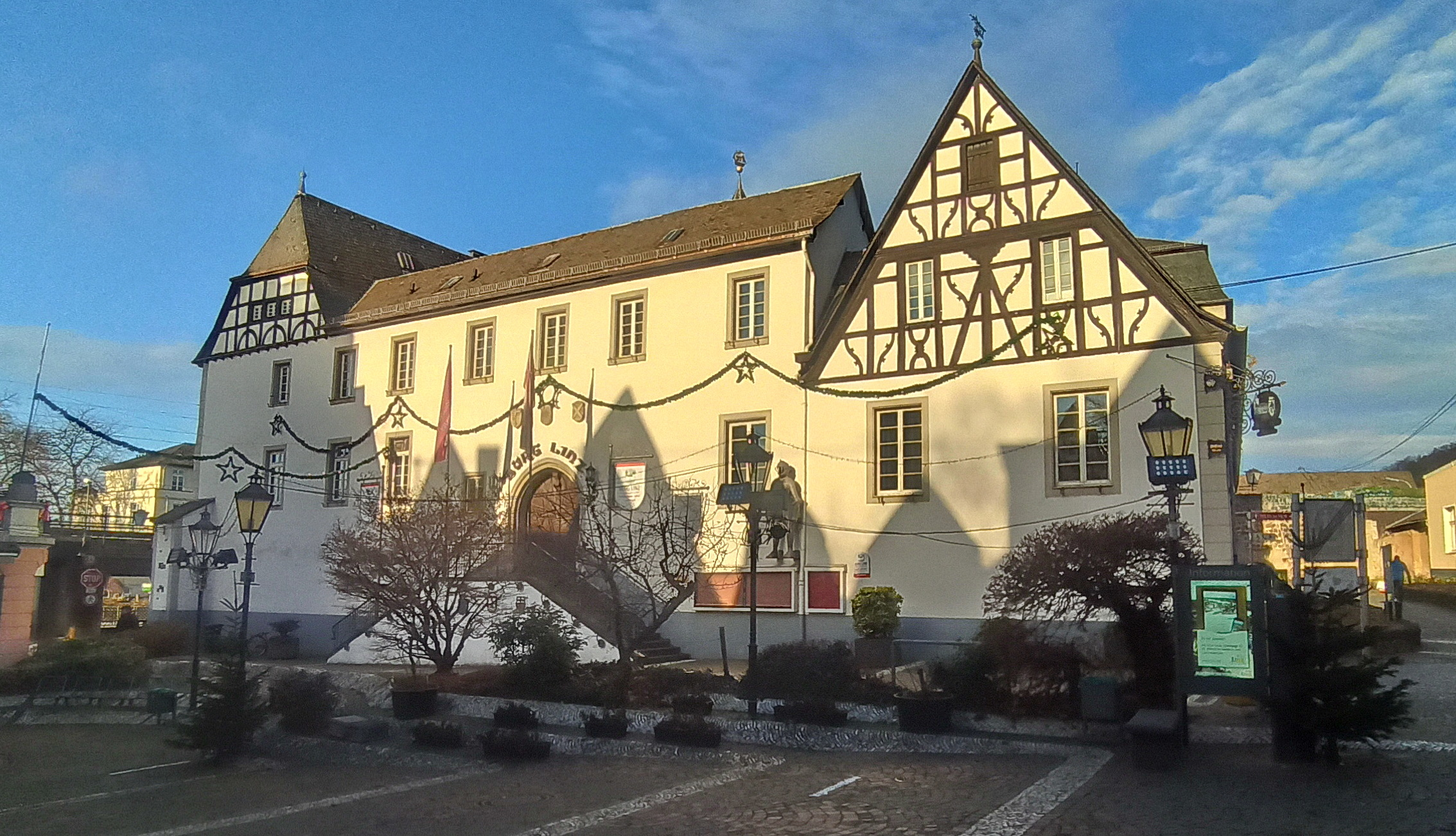
Château fort de Linz, vu depuis la Burgplatz

- Château fort de Linz, vu depuis la BurgplatzÉglise Notre-Dame (Marienkirche), église catholique construite en 1967, abritant un triptyque du Maître de la Passion de Lyversberg et une représentation de la Trinité du même auteur
- Ancienne église des Capucins, construite entre 1636 et 1645, depuis 1971 halle municipale
- Burg Linz (château fort), construit à partir de 1365
- Linzer Pulverturm (de) (tour poudrière)
- Château d'Ockenfels

## Économie
Le secteur du tourisme constitue aujourd’hui la principale activité à Linz, alors qu’au passé ce furent notamment les carrières de basalte sur les collines environnantes d’origine volcanique. 
Il y a actuellement (en 2022) encore un peu de viticulture à Linz, plus précisément le long de la route Rheinhöller (sur laquelle passe aussi le véloroute européenne EV15) qui va du centre-ville vers le village de Ockenfels. Le nom de ce vin local est Linzer Rheinhölle, dont la dernière syllabe Hölle est un dérivé de l’allemand du Moyen Âge Helde/Hell pour désigner une pente de montagne, voire un coteau. La vigne se situe en effet sur une pente assez escarpée orientée vers le sud-ouest et vers le Rhin, pour bénéficier d’un ensoleillement et d’un climat favorable. Au-dessus du vignoble se trouve un éboulis abrupte argileux, visible de loin, puis, plus haut encore, une zone arborée. Les raisins poussent sur un sol constitué d’éléments érodés de schistes argileux, originaires de couches dévoniennes. Il y a aussi des roches volcaniques datant du Tertiaire. Le terroir représente naturellement un haut potentiel de qualité. Aujourd’hui y sont cultivés les cépages Weißburgunder (Pinot blanc) et le Riesling. 

## Infrastructure de transport

### Transports en commun
Linz dispose d’une gare en ville sur la ligne de chemin de fer longeant la rive droite du Rhin de Cologne à Coblence et Wiesbaden (rechte Rheinstrecke). La localité est entre autres desservie par les trains directs vers l’aéroport de Cologne-Bonn au rythme de 1 train par heure. Linz est raccordé au « VRM (de) » (Association des transports Rhin-Moselle). La place devant la gare constitue également le terminal de la ligne des bus entre Neuwied et Linz.
La « Kasbachtalbahn » est une ancienne ligne ferroviaire qui monte depuis Linz vers les collines du Westerwald, et fut utilisée jadis pour transporter notamment des pierres basaltiques avant leur chargement sur des péniches du Rhin. Depuis 1999, la ligne est utilisée pour des excursions touristiques pittoresques au départ de la gare de Linz jusqu’à la localité de Kalenborn, durant essentiellement les weekends et surtout en période estivale.

### Vélo
La ville de Linz am Rhein est traversé du nord au sud par la route de vélo à droite du Rhin (EuroVelo 15). Le bac Linz-Remagen permet le lien avec l’autre rive et la Véloroute à gauche du Rhin, ainsi qu'avec la piste cyclable balisée de la vallée de l'Ahr.

### Randonnée
Le territoire de la ville de Linz est traversé par le sentier balisé de randonnée « Rheinsteig », qui va de Bonn à Wiesbaden sur les hauteurs longeant le Rhin, et qui passe, entre-autres, par le château d’Ockenfels et par la place du marché historique au centre de Linz. Si l’on s’en tient aux sections proposées pour ce sentier, c’est celle de Unkel à Leubsdorf, avec une distance de 16,7 km, et une différence totale d’altitude de 500 mètres.

### Routes
Linz est accessible depuis le nord et le sud, par la route fédérale B 42, avec une liaison par la L 253 (Route du Land de Rhénanie Palatinat) vers l’est par les « hauteurs de Linz » pour atteindre l’autoroute A 3 (Sortie Linz / Bad Honnef). Grâce au bac automoteur « Linz – Remagen » pour toutes sortes de véhicules, l’infrastructure à gauche du Rhin est accessible facilement, dont la route fédérale B 9 et l’autoroute A 61. Le bac circule tous les jours de 06:00 h à 24:00 h sans interruption

## Jumelages

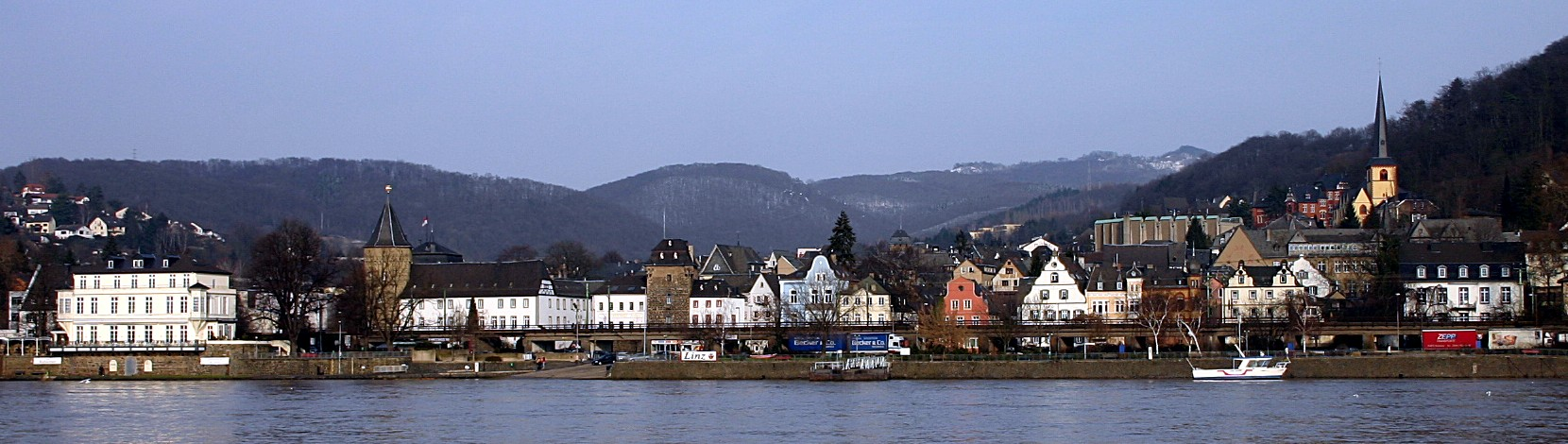
Linz vu d'en face du Rhein depuis la localité de Kripp

- Pornic (France) depuis 1987
- Marietta (États-Unis) depuis 1965
- Linz (Autriche) depuis 1920

## Personnalités liées à la ville
- Paul Freiherr von Eltz-Rübenach (1875-1943), homme politique allemand, ministre des Postes et ministre des Transports entre 1932 et 1937, décédé à Linz am Rhein
- Friedrich Erxleben (1883-1955), prêtre catholique allemand, membre du Cercle Solf, décédé à Linz am Rhein
- Herta Oberheuser (1911-1978), femme médecin allemande nazie, la seule femme présente dans le box des accusés pendant le procès des médecins lors du procès de Nuremberg, décédée à Linz am Rhein
- Alex Kempkens (1942-), photographe et reporter-photographe allemand, né à Linz am Rhein